# 1410-е годы
1410-е (ты́сяча четы́реста деся́тые) го́ды по юлианскому календарю — промежуток времени с 1 января 1410 года по 31 декабря 1419 года, включающий 1410 год 1-го десятилетия   и с 1411 по 1419 годы    2-го десятилетия XV века 2-го тысячелетия.  Они закончились 606 лет назад.

## Важнейшие события
- Грюнвальдская битва (1410). Литовско-польская армия разбили основные силы Тевтонского ордена в ходе «Великой войны» (1409—1411).
- Констанцский собор (1414—1418). В его ходе завершён «Великий раскол» католической церкви (1378—1417). Начало Гуситского движения после сожжения чешского проповедника Яна Гуса (1369—1415), вызванного на собор.
- Битва при Азенкуре (1415). Превосходящие силы французов разбиты англичанами, широко использовавшими длинные луки. Возобновление Столетней войны (1337—1453) после перемирия (1389—1415).

## Правители
- Король Германии Сигизмунд (1410—1437).

## Культура
- Ганджур, первое пекинское издание (1410).
- Братья Лимбурги. «Великолепный часослов герцога Беррийского».